# Oliver Milburn
Oliver Milburn (Dorset, 25 februari 1973) is een Brits acteur en filmproducent.

## Biografie
Milburn doorliep de middelbare school aan de Dragon School in Oxford, en daarna studeerde hij af aan de Eton College in Windsor. 
Milburn begon in 1992 met acteren in de televisieserie Families, waarna hij nog meerdere rollen speelde in televisieseries en films. 
Milburn is op 18 december 2004 getrouwd met verslaggeefster van Channel 4 Katie Razzall met wie hij een dochter heeft. Zij vierden hun huwelijksreis op Sri Lanka toen de tsunami 2004 plaatsvond, Razzall deed toen live verslag voor Channel 4. 

## Filmografie

### Films
Uitgezonderd korte films.
- 2012 Ginger & Rosa - als Roger
- 2011 Wuthering Heights - als mr. Linton
- 2010 The Kid - als Penfold
- 2008 Beyond the Rave - als brigadier
- 2006 Toothache - als Justice
- 2006 Driving Lessons - als Peter
- 2005 The Descent - als Paul
- 2003 Byron - als Scrope Davies
- 2001 Me Without You - als Nat
- 2000 Paranoid - als Toby
- 1999 David Copperfield - als Steerforth
- 1998 Tess of the D'Urbervilles - als Angel Clare
- 1997 Bright Hair - als Lawrence Churchman
- 1996 Sweet Angel Mine - als Paul Davis
- 1996 In Your Dreams - als Jamie
- 1994 Good King Wenceslas - als Boleslav
- 1994 Loaded - als Neil
- 1994 The Browning Version - als Trubshaw

### Televisieseries
Uitgezonderd eenmalige gastrollen.
- 2015-2016 The Royals - als Ted - 20 afl.
- 2011 Coronation Street - als Andy Hunter QC - 5 afl.
- 2009-2010 Mistresses - als Mark Hardy - 10 afl.
- 2008 Holby Blue - als DCI Scott Vaughan - 12 afl.
- 2005 Born and Bred - als dr. Nick Logan - 10 afl.
- 2004 Green Wing - als Liam - 4 afl.
- 2002-2003 The Forsyte Saga - als Michael Mont - 4 afl.
- 1995 Backup - als Wayne 'Bog' Cheetham - 8 afl.
- 1995 The Choir - als Nicholas Elliott - 5 afl.
- 1992-1993 Families - als Matthew Bannerman - 3 afl.

### Filmproducent
- 2007 Sugarhouse - film
- 2001 Subterrain - film
- 1999 Ticks - korte film

- Gemeinsame Normdatei: 1257925482
- International Standard Name Identifier: 0000 0001 1495 5578
- Library of Congress Control Number: no2003012611
- Virtual International Authority File: 95124719
- WorldCat: E39PBJfhb3JqTjKYbhYgyfHQv3